# Flossenbürg
Flossenbürg é um município da Alemanha, no distrito de Neustadt an der Waldnaab, na região administrativa de Oberpfalz, estado de Baviera.

## Campo de concentração
Flossenbürg era um campo de concentração nazista. O campo de concentração foi estabelecido perto duma pedreira, onde os prisoneiros eram forçados tirar pedras para construções nazistas.